# Контради Сієни

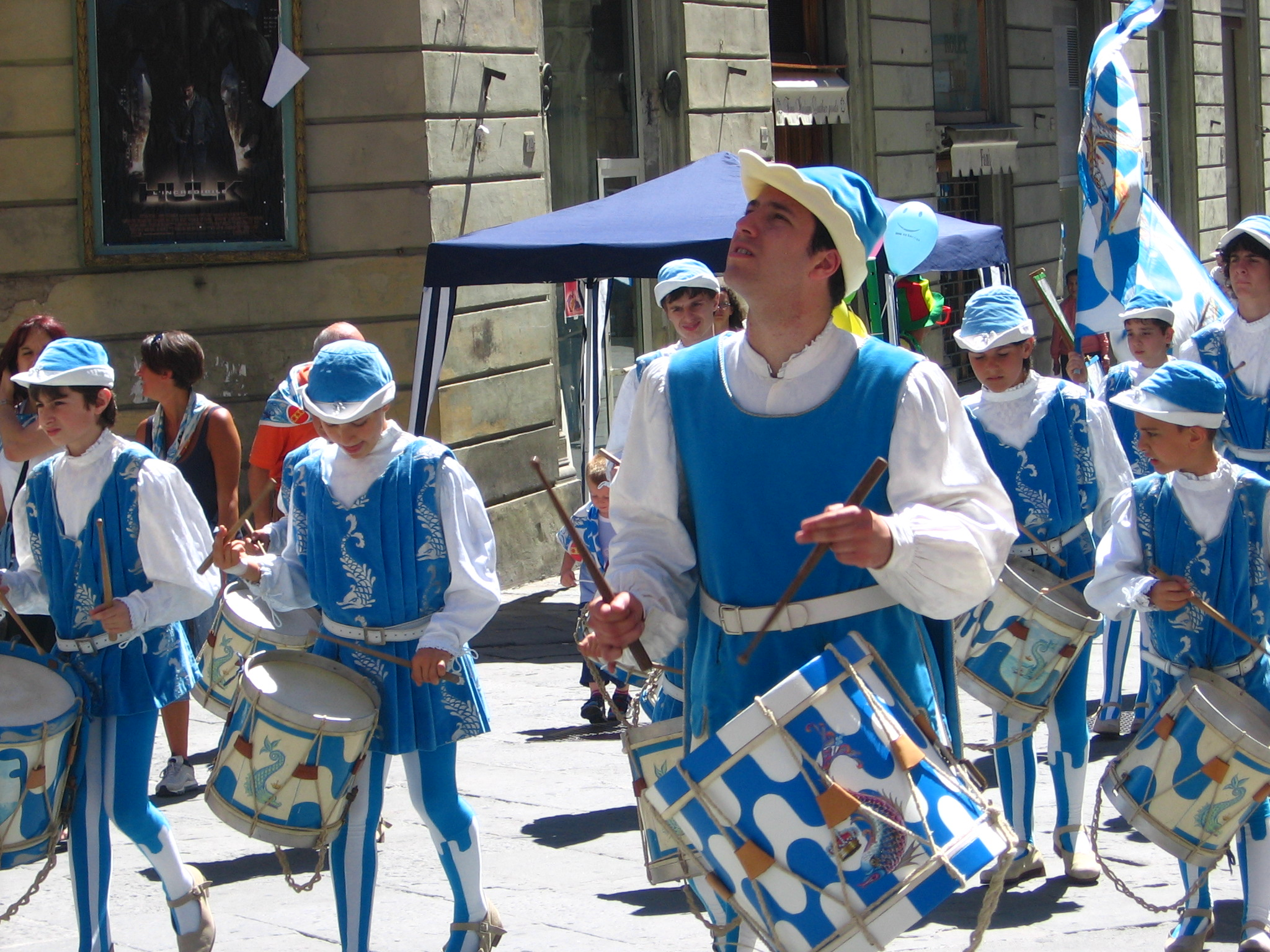
Костюмований парад представників різних контрад перед початком кінних перегонів

Контра́да — район або квартал в італійському місті. Найбільш відомі 17 контрад Сієни, в яких влаштовують всесвітньовідомі кінні перегони Сієнське Паліо. Кожна контрада, що названа на честь тварини або якогось іншого об'єкта, має власну історію, геральдику і міфологію.

## Історія

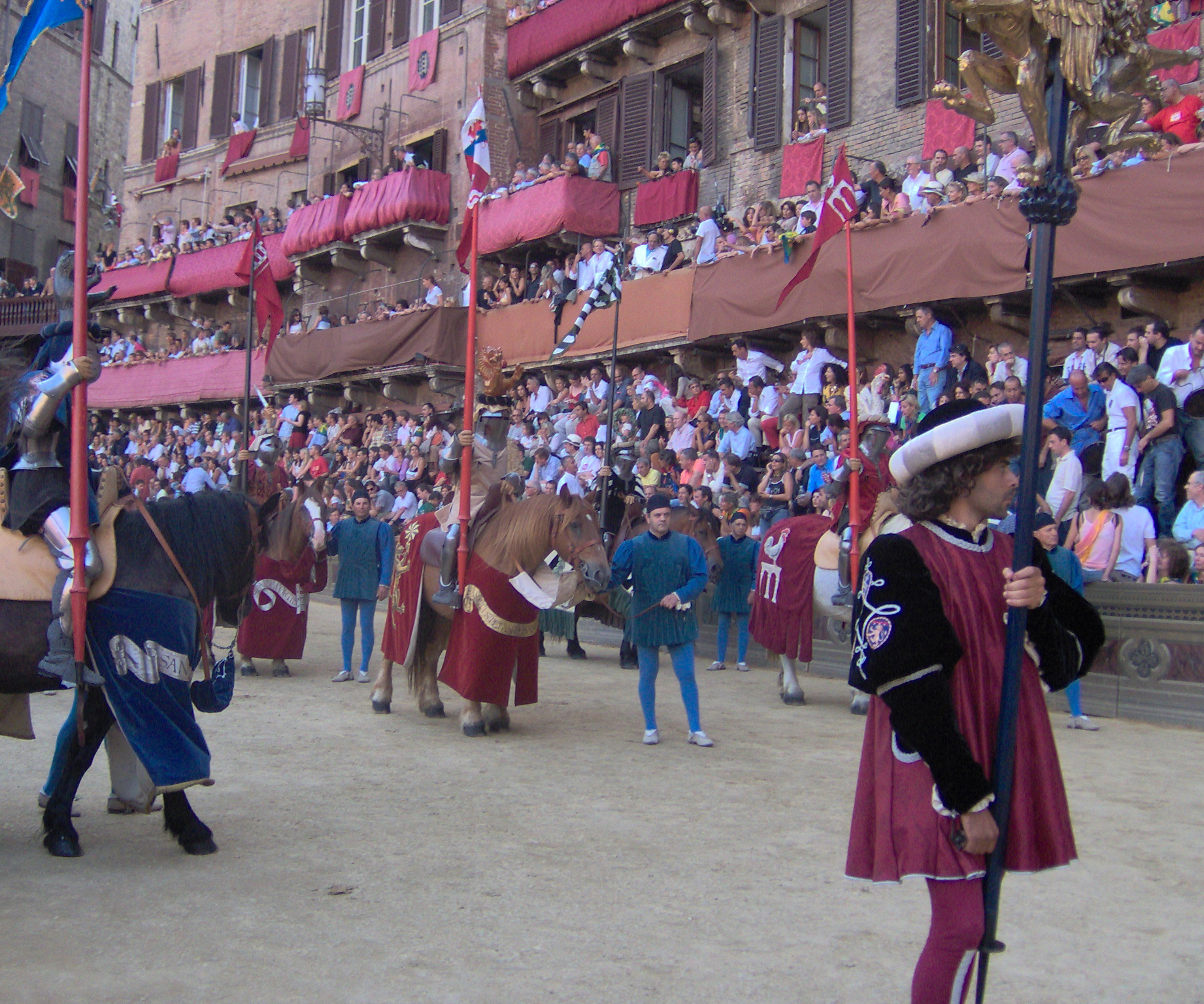
Історична хода Кортео Сторіко

Контради були створені у середньовіччя з метою забезпечення провізією та зброєю війська, яке наймала Сієна для захисту і боротьби з Флорентійською республікою та іншими прилеглими містами-державами. З часом контради втратили свої адміністративні та військові функції і, натомість, стали так би мовити локальними територіями місцевого патріотизму. Усі важливі події: хрещення, весілля, церковні свята, перемоги на паліо, похорон, навіть винні або кулінарні фестивалі відбуваються тільки в межах власної контради.
Кожна контрада має свій музей, фонтан і купіль, девіз, дружні контради та офіційних суперників. Часто суперниками виявляються квартали-сусіди. У контрад Ока і Лупа немає союзників, а у Бруко, Драґо, Джіраффа і Сельви - суперників.

## Скасування контрад

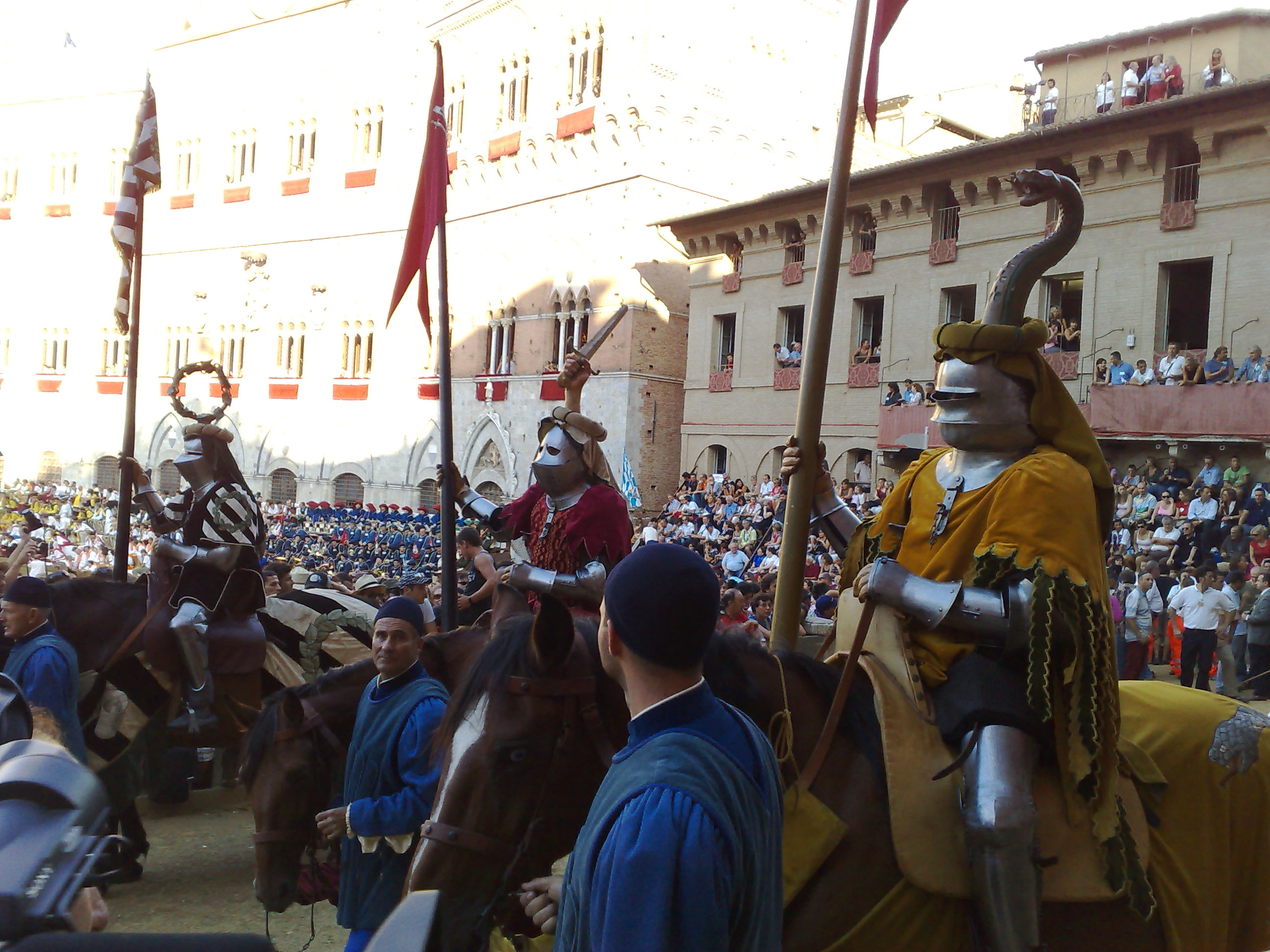
Представники скасованих контрад Кверчіа, Спадафорте, Віпера на параді

Спочатку існувало 59 контрад, але протягом століть спостерігалося їх скорочення до нинішніх 17. У XVII ст зникли райони Ґалло (Півень), Леоне (Лев), Орсо (Ведмідь), Кверчіа (Дуб), Спадафорте (Сильний меч) і Віпера (Змія).
Причини, які призвели до скасування шести кварталів, невизначені. Традиційно це пояснюють ворожнечею, що спалахнула у 1675 р. За деякими повідомленнями, контрада Спадафорте (за підтримкою п'яти інших контрад), незважаючи на перемогу Лупа, привласнила собі перемогу. Шість «повсталих» районів були скасовані.
У дійсності, ця легенда не має документального підтвердження. Імовірно, ліквідація відбулася переважно через погану організацію і недостатню участь у громадському житті міста.
Шість кварталів були офіційно скасовані указом Віоланти Беатріс Баварської у 1729 р., згідно з яким кількість контрад скоротилась до 17 за рахунок їх поглинення іншими контрадами:
- Ґалло була включена до Чіветта, Ока і Сельви.
- Леоне - до Істріче.
- Орсо - до Чіветта.
- Кверчіа - до Кьоччола .
- Спадафорте - до Леокорно і Торре.
- Віпера - до Торре.

Сьогодні ліквідовані контради згадуються під час проведення перед Сієнським Паліо параду. Шість вершників, що супроводжують придворних, беруть участь в історичній ході Кортео Сторіко.

## Контради

Контради Сієни

### Аквіла (Орел)
Аквіла (італ. Aquila, Орел) знаходиться на південному заході від площі Пьяцца дель Кампо у центрі міста. Тут збудований кафедральний собор Успіння Богородиці (італ. Cattedrale di Santa Maria Assunta або Duomo di Siena).
Традиційно його мешканці були нотаріусами. Символ контради - двоголовий чорний орел, що тримає державу, меч і скіпетр. Кольори - жовтий з блакитним і чорним обробленням. Святим покровителем контради є Діва Марія (італ. La Vergine), свято якої відзначається 8 вересня.
У музеї Аквіли знаходиться найстаріший вимпел паліо, датований 1719 р.
Контрада є однією з чотирьох «шляхетних» контрад. Цей титул було присвоєно імператором Священної Римської Імперії Карлом V Габсбургом, якому контрада влаштувала теплу зустріч  у 1536 р.
Контрада Орла знаходиться в союзі з контрадами Чіветта і Драґо; виступає проти Пантери.

### Бруко (Гусінь)
Бруко (італ. Bruco, Гусінь) розташована на півночі від площі дель Кампо. Традиційно її мешканці займалися торгівлею шовком.
Символ контради - коронована гусінь, що повзе по троянді. Кольори - зелений і жовтий із синім обробленням.
Контрада є однією з чотирьох «шляхетних» контрад. Цей титул був отриманий 1369 року за хоробрість своїх людей, проявлену у війні з Карлом IV і закріплений у 1371, коли Бруко очолила повстання за повалення у місті уряду чужинців.
Святим заступником контради є Мадонна, свято якої - Зустріч Марії з Єлисаветою - відзначається 2 липня.
Девіз контради: «Come rivoluzion suona il mio nome» («Моє ім’я  звучить як революція!»).
Контрада Бруко знаходиться в союзі з контрадами Істріче, Ніккіо і Торре і виступає проти Джіраффа.

### Валдімонтоне (Баран)
Валдімонтоне або Монтоне (італ. Valdimontone) розташована в південно-східній частині міста неподалік від Римських воріт. Назва перекладається як Долина овець, однак часто назву скорочують як «Баран». Традиційно його мешканці були кравцями.
Символ контради - коронований здиблений баран із синім щитом, прикрашеним літерою «U» на честь короля Умберто I. Кольори - червоний і жовтий з білим обробленням.
Контрада Валдімонтоне знаходиться в союзі з контрадою Онда і виступає проти Ніккіо.

### Драґо (Дракон)
Драґо (італ. Drago) розташована на північному заході від площі дель Кампо. Традиційно його мешканці були банкірами.
Символ контради - літаючий золотий дракон, що несе стяг з літерою «U». Кольори команди - червоний і зелений з жовтим обробленням.
Контрада Драґо знаходиться в союзі з контрадою Аквіла. Офіційних суперників немає, хоча певні розбіжності існували з контрадами Бруко, Лупа і Сельва.

### Джіраффа (Жираф)
Джіраффа (італ. Giraffa, Жираф) - багатий район міста, розташований на північному сході від площі дель Кампо. Традиційно в ньому мешкають художники.
Символ контради - жирафа, якого веде мавр, і стрічка з девізом «Umbertus я dedit» («Умберто Перший дав це»). Кольори команди - білий і червоний.
Джіраффа має титул «імперської» контради, який був наданий Віктором Еммануїлом III у 1936 р. за перемогу в Паліо, присвяченого Італійській імперії у Східній Африці.
Контрада Джіраффа знаходиться в союзі з Істріче, Пантера і Чіветта. Офіційних суперників немає.

### Істріче (Дикобраз)
Істріче (італ. Istrice, Дикобраз) займає північно-західну околицю Сієни. На її території розташована церква Святих Вінченцо і Анастасіо, в якій збереглися найстаріші фрески у місті, а також місце поховання художника Пінтуріккіо.
Символ контради - дикобраз. Кольори команди - червоний, білий, синій і чорний.
Істріче має титул «суверенної» контради, який був наданий за розміщення на її території протягом XIV ст. штаб-квартири Мальтійського ордена.
Контрада Джіраффа знаходиться в союзі з Бруко, Джіраффа, Кьоччола і Чіветта; офіційний суперник - Лупа.

### Кйоччола (Равлик)
Кйоччола (італ. Chiocciola, Равлик) займає південно-західну околицю міста. Зазвичай її мешканці займалися виробництвом кераміки.
Символ контради - равлик. Кольори -  червоний і жовті із синім обробленням.
Кйоччола ворогує з кварталом Тартука. Союзниками виступають Істріче, Пантера і Сельва.

### Леокорно (Єдиноріг)
Леокорно (італ. Leocorno, Єдиноріг) розташована на сході від площі дель Кампо. Традиційно її мешканці ставали ювелірами.
Символ контради - здиблений єдиноріг з девізом «Humberti Regio разові» («Королівство милістю Умберто»). Її кольори помаранчевий із синім обробленням.
Союзні контради - Пантера і Тартука; суперник - Чіветта.

### Лупа (Вовчиця)
Лупа (італ. Lupa, Вовчиця) знаходиться на півночі від Пьяцца дель Кампо. Традиційно мешканці ставали пекарями.
Символ Лупа - вовчиця в стародавній короні, що годує близнюків Ромула і Рема. За легендою, Сієну заснував Сеній, син  Рема. Відтак містом-побратимом контради Лупа є Рим. Кольори - чорний і білий із помаранчевим обробленням.
У музеї контрада  виставлена  фотографія Джузеппе Ґарібальді, яку він подарував на честь перемоги у Паліо у 1867 р.
Дружніх контрад немає, суперник - Істріче.

### Ніккіо (Мушля)
Ніккіо (італ. Nicchio) займає дальню східну околицю міста. Традиційно її населення становили гончарі.
Символ контради - коронована мушля, охоплена двома гілками корала. Кольори - синій з жовтими та червоними візерунками.
Ніккіо є однією з чотирьох «шляхетних» контрад. Цей титул був отриманий за хоробрість вояків контради, проявлену у війні з Флоренцією під час битви при Монтаперті в 1260 р.
Союзні контради - Бруко, Онда і Тартука. Суперник - Валдімонтоне.

### Ока (Гусак)

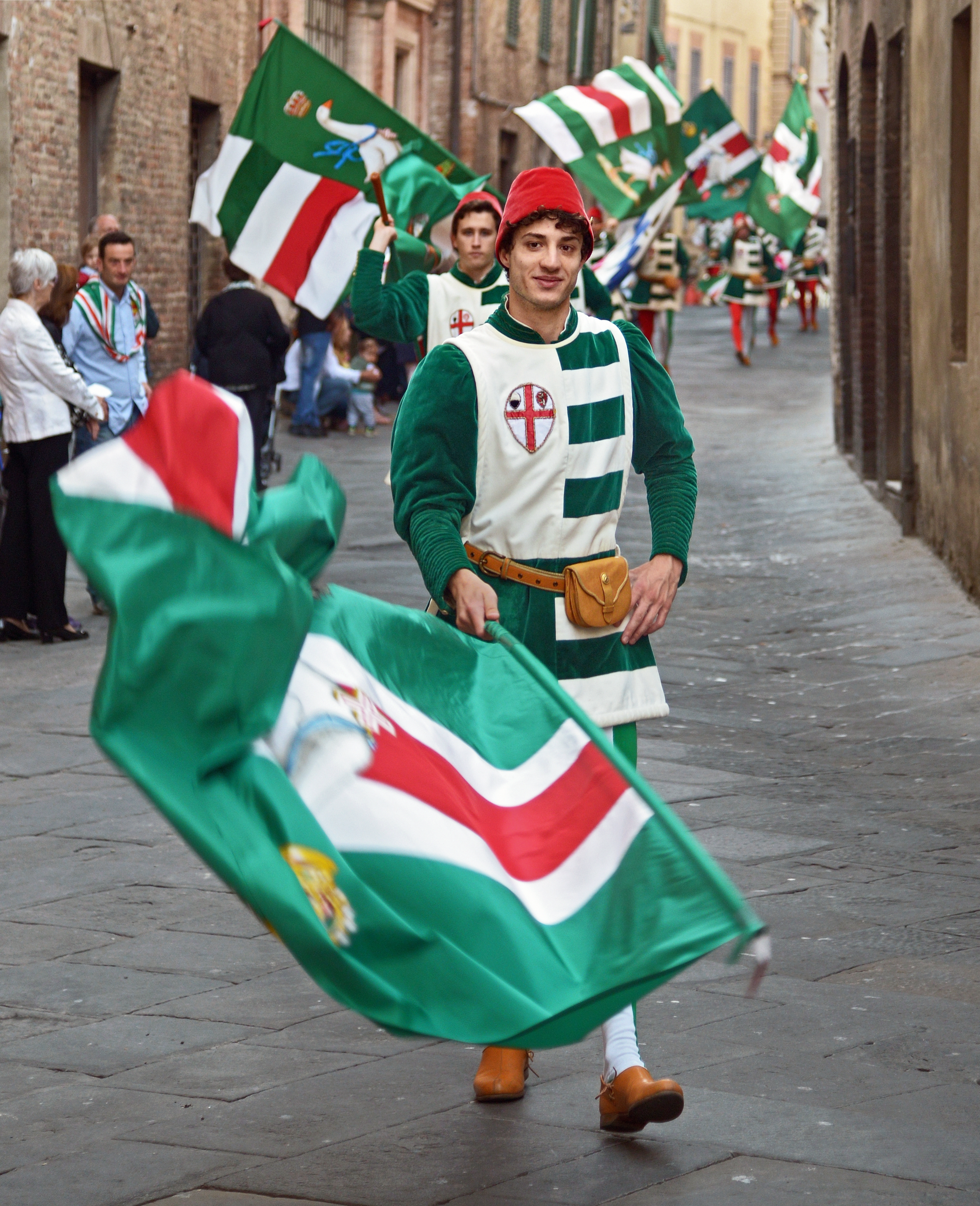
Хід шляхетної контради "Оса"

Ока (італ. Oca, Гусак) розташована на заході від площі дель Кампо. Традиційно мешканці контрад виготовляли фарби.
Символ контради - коронований гусак, на шиї якого синя стрічка із савойським хрестом. Кольори - зелений і білий з червоним обрамленням.
Ока є однією з чотирьох «шляхетних» контрад. Цей титул був отриманий за хоробрість вояків контради, проявлену в багатьох війнах, які вела Сієнська республіка.
У контради немає союзників; її суперник - Торре.

### Онда (Хвилі)
Онда (італ. Onda, Хвилі) розташована на півдні від площі дель Кампо. Традиційно її мешканці були теслями.
Символ контради - дельфін. Кольори - білий і блакитний. Девіз: «Il colore del cielo, la forza del mare» («колір неба, сила моря»).
Онда має титул капітанської контради, оскільки у давнину її солдати несли охорону Громадського Палацу (Палаццо Публіко).
Дружні контрад - Валдімонтоне, Ніккіо і Тартука; суперник - Торре.

### Пантера
Пантера (італ. Pantera) розташована на західній околиці міста. Традиційно її мешканці були бакалійниками і фармацевтами.
Символ контради - здиблена пантера. Кольори - червоний, синій і білий.
Союзні контрад - Джіраффа, Кьоччола, Леокорно і Чіветта; суперник - Аквіла.

### Сельва (Ліс)
Сельва (італ. Selva, Ліс) йде на захід від площі дель Кампо. Зазвичай її мешканці були ткачами, але у воєнні часи мали славу відмінних лучників.
Символ контради - носоріг, що стоїть під дубом, на якому висить мисливське спорядження. Кольори - зелений і помаранчевий з білим обрамленням.
Дружні контради - Кьоччола і Тартука; офіційного суперника немає.

### Тартука (Черепаха)
Тартука (італ. Tartuca, Черепаха) знаходиться в південній частині міста. Традиційно її мешканці були скульпторами.
Символ контради - черепаха із савойськими вузлами і маргаритками. Кольори - жовтий і синій.
Союзники - Леокорно, Ніккіо, Онда і Сельва; суперник - Кьоччола.

### Торре (Вежа)
Торре (італ. Torre, Вежа) знаходиться на південному сході від площі дель Кампо в центрі міста і включає в себе сієнський єврейський квартал і синагогу. Традиційно там жили шаповали вовни.
Символ контради - слон (початкове ім'я контради було Leofante, тобто слон) з вежею на спині. Її колір малиновий з білими і синіми смугами.
Союзник - Бруко. Торре - єдина контрада, у якої одразу два суперники - Ока і Онда.

### Чіветта (Сова)

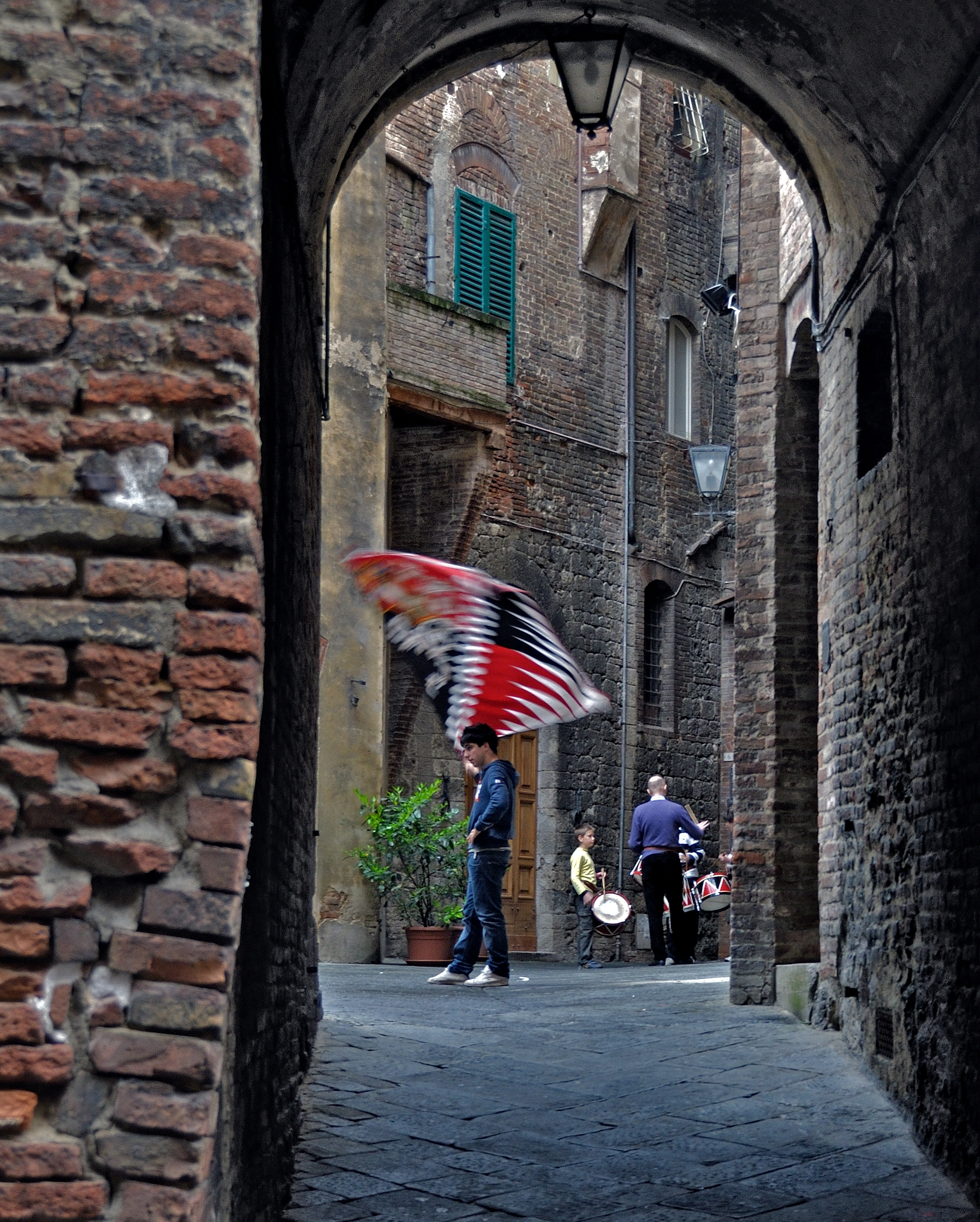
Контрада Чіветта готується до Паліо

Чіветта (італ. Civetta, Сова) розташована на півночі від площі дель Кампо у центрі міста. Традиційно тут жили шевці.
Символ контради - коронована сова, що сидить на гілці. Кольори - червоний і чорний з білими смугами. Девіз:  «Vedo nella Notte» («Я бачу в ночі»).
Тривалий час контрада Чіветта носила прізвисько nonna (бабуся), оскільки не вигравала приз Паліо протягом понад 30 років (до 2009 р.).
Дружні контради - Аквіла, Істріче, Джіраффа, Пантера; суперник - Леокорно.